# تونی باتیستا
تونی باتیستا (انگلیسی: Tony Batista؛ زادهٔ ۲۵ سپتامبر ۱۹۹۲) بازیکن فوتبال اهل برزیل است  که در پست دروازه‌بان بازی می‌کند.

## حرفه باشگاهی
اولین بازی حرفه ای خود را در لیگ دسته دو برزیل برای باشگاه فوتبال ویلا نووا در ۱۶ ژوئیه ۲۰۱۴ در بازی مقابل باشگاه فوتبال بوآ انجام داد.